# Padesátka
Padesátka je český film Vojtěcha Kotka z roku 2015, který se stal jeho režijním debutem. Jedná se o adaptaci divadelní hry Petra Kolečka, kterou Kotek zrežíroval pro A Studio Rubín (premiéra 28. března 2014).
Hlavní postavy ve snímku ztvárnili stejní herci jako v divadelním představení. Děj se odehrává v zimních horách a je prostupován flashbacky do 70. let dvacátého století, v nichž si mladé verze hrdinů zahráli Jiří Mádl a režisér Kotek.

## Obsazení
| Jakub Prachař    | Jura Bulán                 |
| Marek Taclík     | Jan Hilský                 |
| Ondřej Pavelka   | Pavka Bulán                |
| Vilma Cibulková  | Kateřina Hilská            |
| Jiří Mádl        | Běďa Famfulík              |
| Vojtěch Kotek    | Pavka Bulán (za mlada)     |
| Tereza Ramba     | Kateřina Hilská (za mlada) |
| Hana Vagnerová   | Bláža Kunová (za mlada)    |
| Oldřich Kaiser   | otec Pavky Bulána          |
| Anna Linhartová  | Saša, kamarádka Kateřiny   |
| Eliška Křenková  | Ilona, kamarádka Kateřiny  |
| Jiří Schmitzer   | myslivec Kuna st.          |
| Kryštof Hádek    | číšník Kuna ml.            |
| Jaromír Dulava   | rolbař Dulava              |
| Jakub Štáfek     | rolbař Dulava (za mlada)   |
| Pavla Tomicová   | Jarmila Ostrá              |
| Ondřej Malý      | skútrař Ostrý              |
| Otmar Brancuzský | skútrař Tupý               |
| Matěj Ruppert    | rolbař Pepa                |
| Alena Štréblová  | Antoníčková                |
| Matyáš Svoboda   | Kašpar                     |
| Lukáš Pavlásek   | polák 1                    |
| Petr Vydra       | polák 2                    |
| Tomáš Jeřábek    | horal 1                    |
| Jan Hájek        | horal 2                    |
| Anna Fialová     | dívka na závodě            |
| Jakub Žáček      | hlasatel na závodě         |
| Martin Koukal    | závodník                   |

## Zajímavosti
- Film se natáčel od 7. března 2015 ve Špindlerově Mlýně.[2] i v jeho blízkém okolí, za zmínku stojí i pomník Hanče a Vrbaty či hora Medvědín.
- Film se z jisté části natáčel také v srdci Krkonoš a také se natáčení zúčastnili místní občané a je zde i zmíněná chata Albertovka, která se však ve Špindlerově Mlýně a jeho okolí nikde nenachází.
- Stejnojmennou ústřední píseň k filmu složil hudebník Michal Hrůza, videoklip k ní natočil Jakub Štáfek [3] a píseň vyšla i na Hrůzově albu Sám se sebou z roku 2017.
- V rámci příprav na natáčení filmu museli herci podstoupit i běžkařský trénink, Marka Taclíka například připravoval sám mistr světa Martin Koukal, který se ve filmu objevil v cameo roli.[4]
- Rolbař Dulava se jmenuje stejně jako herec Jaromír Dulava, který ho hraje.
- Vojtěch Kotek natočil určité části filmu ve dvou verzích - jednu pro kino, a druhou pro televizi.
- Vilma Cibulková ve skutečnosti nemá nad pravým obočím znamínko, bylo jí namaskováno, aby se co nejvíce podobala starší postavě Terezy Voříškové.

## Ocenění a nominace
Film získal dvě nominace na Českého lva:
- nejlepší mužský herecký výkon ve vedlejší roli – Jiří Schmitzer
- nejlepší masky – Jana Dopitová

## Recenze
- František Fuka, FFFilm
- Stanislav Dvořák, Novinky.cz
- Martin Svoboda, Aktuálně.cz
- Mirka Spáčilová, iDNES.cz
- Rimsy, MovieZone.cz
- Karolína Černá, Kritiky.cz